# Strophocaulos arvensis
Strophocaulos arvensis là một loài thực vật có hoa trong họ Bìm bìm. Loài này được (L.) Small miêu tả khoa học đầu tiên năm 1933.